# Садовий (Третьяковський район)
Садо́вий (рос. Садовый) — селище у складі Третьяковського району Алтайського краю, Росія. Адміністративний центр Садової сільської ради.

## Населення
Населення — 915 осіб (2010; 1045 у 2002).
Національний склад (станом на 2002 рік):
- росіяни — 75 %